# Верховляни
Верховляни (біл. Верхаўляны) — село в складі Берестовицького району Гродненської області, Білорусь. Село підпорядковане Олекшицькій сільській раді, розташоване у західній частині області.

## Історія
20 липня 1942 року під час Німецько-радянської війни село було до щенту спалене німецькими військами, а усі місцеві жителі-чоловіки — розстріляні.